# 阮克拈
阮克拈（越南语：／；1886年—1954年），越南阮朝官員。

## 生平
阮克拈是河靜省德壽府香山縣安邑總安邑社盛舍村（今屬河靜省香山縣香和社）人，同慶元年（1886年）出生。成泰十八年（1906年），阮克拈參加乂安場鄉試，考中舉人。次年（1907年），會試中格，庭試考中進士。歷任國子監、候補場助教、乂安督學、英山知府、國子監司業、乂安按察使和布政使。保大五年（1930年），改任刑部侍郎。保大八年（1933年）正月，升刑部參知，四月，內閣改組，刑部改為司法部，阮克拈仍任司法部參知。保大十一年（1936年），調任承天府尹，次年（1937年），回任司法部參知。保大十三年（1938年），再任承天府尹，同年底，改任改良鄉例會同主座，後任慶和巡撫。保大十六年（1941年），權清化總督。保大十七年（1942年），阮克拈以協佐大學士銜致事。
1945年八月革命爆發後，阮克拈加入北越政府組織的地方人民議會、香山縣防衛委員會和河靜省文化會，并擔任第四聯區越聯會（越南祖國陣線前身）執行委員和傷兵救助會會長。1952年，他受邀前往越北聯區參加越聯會中央會議，但因病未能成行。隨後他在北越土改中遭到批判。1954年，阮克拈在被關押期間去世，壽六十九歲。

## 子女
阮克拈育有九個子女：
- 女阮氏鐄（Nguyễn Thị Vàng）：原中央傳統醫學醫院（Bệnh viện Y Học Cổ Truyền Trung ương）幹部
- 子阮克援（Nguyễn Khắc Viện）：醫生、大文化家、法國共產黨和越南共產黨黨員
- 女阮氏少英（Nguyễn Thị Thiếu Anh）：原白梅醫院幹部
- 子阮克揚（Nguyễn Khắc Dương）：索邦神學院博士，回國後擔任大叻大學文哲系長
- 子阮克批（Nguyễn Khắc Phê）：作家，越南作家協會承天順化省支會主席，原承天順化省文學藝術會副主席
- 子阮克披（Nguyễn Khắc Phi）：文學教授，河內師範大學和榮市大學教師，原教育出版社總編輯
- 女阮氏芳草（Nguyễn Thị Phương Thảo）：越南婦女聯合會第五屆、第六屆中央執行委員和研究會長

## 榮譽
- 明農佩星軍官勳位（1937年）[6]
- 大南龍星指揮官勳位（1942年）[6]
- 法國榮譽軍團勳章騎士勳位（1942年）[6]